# زارچنی، اوبلاست سوردلوفسک
شهر زارچنی، اوبلاست سوردلوفسک (به روسی: Заречный) در کشور روسیه و در اوبلاست سوردلوفسک واقع شده‌است.